# NGC 5677
NGC 5677 est une galaxie spirale située dans la constellation du Bouvier. Sa vitesse par rapport au fond diffus cosmologique est de 5 013 ± 14 km/s, ce qui correspond à une distance de Hubble de 73,9 ± 5,2 Mpc (∼241 millions d'al). NGC 5677 a été découverte par l'astronome germano-britannique William Herschel en 1785.
NGC 5677 présente une large raie HI et c'est aussi une galaxie active (AGN).
À ce jour, trois mesures non basées sur le décalage vers le rouge (redshift) donnent une distance de 69,300 ± 1,735 Mpc (∼226 millions d'al), ce qui est à l'intérieur des valeurs de la distance de Hubble.